# Ігор Паяч
Ігор Паяч (хорв. Igor Pajač; 30 вересня 1985, Загреб) — хорватський футбольний арбітр. З сезону 2015/16 Паяч судить ігри в 1-й ХФЛ Хорватії та наразі провів понад 100 матчів. Арбітр ФІФА та УЄФА з 2018 року.

## Суддівська кар'єра
17 липня 2018 року Паяч дебютував у єврокубках під час матчу попереднього раунду Ліги чемпіонів УЄФА між «Валлеттою» та «Кукесі». Матч закінчився з рахунком 1–1. Паяч показав чотири жовті картки, а після другої жовтої картки показав червону картку Вангелу Згуро.
Він відсудив свій перший міжнародний матч 2 червня 2018 року, коли Чорногорія програла Словенії з рахунком 0–2. Паяч показав 5 жовтих карток.
24 травня 2023 року Паяч обслуговував фінал Кубка Хорватії з футболу 2022/23 між «Хайдук» (Спліт) і «Шибеник» 2–0.